# 게노촌
게노촌(일본어: 毛野村)은 일본 도치기현의 남서부 아시카가군에 속했던 촌이다. 현재의 아시카가시에 해당한다.

## 역사
- 1889년 4월 1일 - 정촌제 시행에 의해 아시카가군 게노촌이 성립하였다.
- 1947년 9월 16일 - 태풍 카스린으로 인한 폭우로 약 100가구가 탁류에 휩쓸려 피해를 입었다.

## 교통

### 철도
국철(현 JR 동일본) 료모선 히가시아시카가역이 구촌 지역에 위치하지만, 당시에는 미개업 상태였다. 